# Alubijid

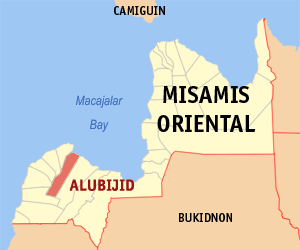
Bản đồ Misamis Oriental với vị trí của Alubijid

Alubijid là một đô thị hạng 4 ở tỉnh Misamis Oriental, Philippines. Theo điều tra dân số năm 2000 của Philipin, đô thị này có dân số 23.397 người trong 4.991 hộ.

## Các đơn vị hành chính
Alubijid được chia ra 16 barangay.
| - Baybay - Benigwayan - Calatcat - Lagtang - Lanao - Loguilo - Lourdes - Lumbo | - Molocboloc - Poblacion - Sampatulog - Sungay - Talaba - Taparak - Tugasnon - Tula |